# Проект инженера Прайта
«Проект инженера Прайта» — российский чёрно-белый немой приключенческий фильм режиссёра Льва Кулешова. Фильм сохранился не полностью и без интертитров. 

## Сюжет
Две конкурирующие электростанции развивают борьбу вокруг добычи торфа. Сам режиссёр пересказал сюжет ленты так:

Инженер изобрёл гидроторф и спроектировал мощную электрическую станцию. Параллельно любил девушку, дочку директора. Злодей, подкупленный конкурентами электрической компании, мешает инженеру осуществить план. В день пуска новой станции злодей устраивает повреждение в трансформаторном помещении, из-за которого погибнут рабочие на новой станции.
— Л. Кулешов. «Мои первые картины (Страничка воспоминаний)». Советский экран, 1928, №46, стр. 8—9.

В сценарии, который назвали «Проект инженера Прайта», были драки, погони на автомобиле и мотоцикле, аварии, охота и,
разумеется, несложная любовная история со счастливым концом.
— Кулешов Л., Хохлова А. 50 лет в кино. — М.: Искусство, 1975. — С. 34.
Злодей похищает чертежи электростанции, но «друг Прайта — спортсмен, демократ, храбрец, роль которого исполнял Кульганек — бросается в погоню» и «на мотоцикле, машине, поезде преследует он похитителя и после длительной и напряжённой борьбы с ним возвращает чертежи Прайту». В конце фильма также выясняется, что Прайт снабдил электростанцию защищающим её от аварий приспособлением. После борьбы и разных перипетий фильм кончается победой Прайта и его друзей.

## В ролях
- Леонид Полевой
- Борис Кулешов
- Эдуард Кульганек
- Н. Гарди
- Елена Комарова
- Лев Кулешов

## Съёмочная группа
- Автор сценария: Борис Кулешов
- Режиссёр-постановщик: Лев Кулешов
- Оператор-постановщик: Марк Налётный
- Художник-постановщик: Лев Кулешов
- Монтажёры: Лев Кулешов, Вера Попова-Ханжонкова
- Продюсер: Александр Ханжонков

## Художественные особенности и оценки
Киновед Ромил Соболев в книге «Люди и фильмы русского дореволюционного кино» (1961) подробно рассмотрел художественные особенности этого экспериментального фильма.

«Проект инженера Прайта» — фильм, явившийся предтечей формальных кинематографических поисков 20-х годов <…> Л. Кулешов попытался создать фильм — «революционный» и по содержанию и по форме <…> Необычной была динамика фильма <…> «Проект инженера Прайта» выпадал из общего русла развития русского кинематографа, опережал время <…> «Проект инженера Прайта» явился необычайным явлением в то время…
— Соболев Р.П. Люди и фильмы русского дореволюционного кино. — М.: Искусство, 1961. — С. 167—170.
Ромил Соболев писал, что режиссёр стал «проповедником новой теории кинематографа — монтажного, действенного, режиссёрского». Он выделял «необычайно эффектные кадры мощных водяных струй, сложных конструкций органически вошли в художественную ткань фильма и значительно украсили его». При этом критик считал, что «обилие натурных сцен было не только вынужденным из-за недостатка средств на павильонные съёмки, но и вытекало из методологических установок режиссёра», а «монтажная съёмка на натуре быстро развивающегося действия действительно являлась новостью для русского кино».
Критик обратил внимание на то, что несмотря на то, что почти все роли в фильме исполняли любители и статисты, режиссёр «смог добиться от них большой чёткости движений, ясного исполнения тех задач, которые ставил перед ними». Однако, по его мнению, в целом «начавшаяся в этом фильме практика подмены актёра тренированным натурщиком не оправдала себя», а «ясность поступков героев фильма являлась по сути дела отражением их примитивизма и схематизма».
Главной особенностью «Проекта инженера Прайта» стал его монтаж.

Кулешов монтировал короткие куски, выделяя с помощью монтажа крупные планы и выразительные детали, совмещал в единое разные места действия, что потом назвал «творимой земной поверхностью».
— Мигающий синема. Ранние годы русской кинематографии / Сост., предисл. М.И.Волоцкий. - М.: Родина, Титул, 1995. —  С. 170—171.
В книге «История советского кино» (1969, том 1) фильм был оценен высоко. Там дана следующая оценка:

«Картина была снята отлично, на высоком профессиональном уровне, прежде незнакомом русскому экрану. Разнообразие приёмов, подлинность среды и обстановки, смелое включение крупных планов и склейка коротких, неправдоподобно коротких для той поры кусков плёнки — всё здесь было необычно».
— История советского кино. Том 1. — М.: Искусство, 1969. —  С. 138.
Кинокритик Евгений Громов назвал картину «утверждающей принциально новый подход к экранному изображению». «Это был решительный отказ от модерна, в стиле которого было поставлено большинство русских предреволюционных лент, — писал он, — и в то же время путь к реализму, правда, окрашенному в броские тона конструктивизма».

Поражает графическая чёткость, рельефность и, позволим себе применить не искусствоведческий термин, — мужественность каждого кадра. В противовес декадентской ущербности и эстетской субтильности Кулешов выводит на экран сильных и здоровых людей: инженеров, рабочих, спортсменов.
Они живут в реальном и вещественном мире, полном вполне современных предметов: станков, трансформаторов, машин, автомобилей, ружей. В фильме, основное действие которого проходило на натуре, изобретательно и любовно сняты заводы, цеха, деловые учреждения, вокзал и т. д.
— Л. В. Кулешов: статьи, материалы. — М.: Искусство, 1979. —  С. 18.
Кинокритик Нея Зоркая отмечала «„предоткрытие“ нового экранного пространства, сделанного монтажным способом в фильме „Проект инженера Прайта“: когда герои на одном плане идут по полю, во втором — смотрят вверх на электропровода, а в третьем — показана ферма с проводами, и всё это снято в трёх разных местах, синтезировавшихся в единый новый ландшафт».
В «Проекте инженера Прайта» режиссёр, «строя всё действие монтажно, сделал важное для себя открытие: сопоставлением кадров можно придать их контексту значение, которого каждый кадр в отдельности не имеет». Соединение кадров, когда люди смотрят на провода, по мнению киноведа Николая Изволова, стало первым применением «эффекта Кулешова». При этом «монтаж здесь ещё не означал монтажной раскадровки сцен (то есть растворения „эффекта Кулешова“ в драматургии фильма, как это произошло в 1920-е годы и стало нормой)».
Николай Изволов, который был режиссёром восстановления «Проекта инженера Прайта», также написал о фильме:

«Фильм сохранился, он известен, его показывают всем киноведам едва ли не в первую неделю курса по истории
советского кино, поэтому никто его практически не помнит. В 2001 году я показал его Евгению Сергеевичу Громову. Он вышел совершенно потрясённый и сказал мне: „Коля, вы знаете, я написал книжку про Кулешова, я видел фильм несколько раз, но мне и в голову не приходило, что там есть любовная линия“. А на этом держится, простите, весь сюжет. Так что, знаете, заниматься реконструкциями иногда всё-таки полезно».
— Киноведческие записки. — 2007, выпуск 83. —  С. 291.